# Escala macroscópica
Macroscópico é tudo aquilo que pode-se enxergar a olho nu, ou seja, com a vista desarmada.
As estrelas são corpos macroscópicos porque podemos olhar para o céu e enxergar muitas estrelas.
Os grãos de poeiras são corpos macroscópicos porque podemos ver o pó sendo carregado pelo vento ou mesmo podemos ver o pó sobre os móveis de nossas casas mesmo se olharmos para esse pó sem o uso de instrumentos, enxergamos até os mais finos grãos de areia mas não conseguimos enxergar os micróbios portanto os micróbios não são seres macroscópicos porque para avistá-los é necessário o uso de instrumentos, micróbios não são visíveis a olho nu.

## Definições elementares
Macroscópico é o antônimo de microscópico, microscópicos são todos os corpos que só podemos enxergar com a vista armada com instrumentos óticos, exemplo: Micróbios só são avistados através do uso de microscópios. A visão humana pode ser ampliada quando os olhos são armados com instrumentos óticos como o (MOC) microscópio ótico comum ou como o (ME) microscópio eletrônico que ampliam a visão de forma a nos permitir enxergar micróbios e corpos microscópicos que são corpos muito pequenos impossíveis de serem avistados a olho nu ou seja sem armar os olhos com esses instrumentos. A visão humana pode ser armada também com telescópios para poder enxergar os corpos muito distantes como estrelas em outras galáxias situadas muito distantes do planeta Terra. A visão humana pode ser armada com binóculos infravermelho, o ambiente é iluminado com essa frequência de luz e em seguida o binóculo infravermelho capta essa luz infravermelha com que o ambiente foi iluminado por um farol de luz infravermelha acoplado ao binóculo. Esses binóculos captam também a luz infravermelha que é emitida dos corpos quentes permitindo assim visualizar também os corpos que estão emitindo calor.
- Instrumentos óticos comuns, exemplos:
- Lupa, óculos, binóculos, lunetas, microscópios óticos, telescópios óticos.
- Instrumentos óticos eletrônicos, exemplos:
- Binóculo de infravermelho, microscópio eletrônico, telescópio espacial.
- A visão humana enxerga três níveis bem distintos da realidade cósmica:
  - A visão do mundo microscópico visualizado só com o uso dos microscópios.
  - A visão do mundo macroscópico através da visão dos corpos visualizados a olho nu.
  - A visão do mundo macroscópico dos corpos do Universo visualizado com os telescópios.
- Luzes visíveis no espectro luminoso que compõe a luz branca:
  - Luz vermelha;
  - Luz alaranjada;
  - Luz amarela;
  - Luz verde;
  - Luz azul;
  - Luz anil;
  - Luz violeta.
- Luzes visíveis com vista armada:
  - Luz ultravioleta;
  - Luz infravermelha.

## Outras definições
Em biologia seres vivos macroscópicos são todos os seres vivos ou estruturas de seres vivos (ovos, larvas, pólen etc.) que podem ser avistados à olho nu, sem o uso de microscópios. Por outro lado todos os micróbios (vírus, bactérias, protozoários, algas unicelulares, fungos unicelulares) são seres microscópicos que só podem ser avistados através do uso de microscópios.
Em física ótica a visão macroscópica de uma bola é somente isto: uma bola. Já uma visão microscópica poderia revelar as fissuras da superfície da bola, a composição do material de que ela é formada, se é de couro, se é de borracha, se vista através de um microscópio.
Em filosofia visão macroscópica também pode referir-se a uma "visão ampla" ou "visão abrangente", alcançada somente quando vista de uma perspetiva maior.